# Дальтон-план
Дальтон-план, долтон-план (англ. Dalton Plan — система організації навчально-виховної роботи в школах. Заснована на принципі індивідуального навчання. Її розробила і вперше застосувала в США в місті Далтон (Массачусетс) педагог Гелен Паркхерст на початку 20 ст. У 1920-их роках в модифікованому вигляді частково практикувалася в СРСР. 
Згідно з принципами роботи Дальтон-плану, учні самі обирали коло навчальних предметів, які мали опанувати. Крім того, в навчальному процесі основну увагу приділяли самостійній роботі учнів. Класні кімнати замінювали на предметні навчальні лабораторії, матеріал навчальних програми розподіляли на місячні й тижневі завдання. Учень отримував завдання, виконував його самостійно й здавав учителеві, якому відводилася роль консультанта. В СРСР Дальтон-план було трансформовано в бригадно-лабораторний метод. Місце індивідууму в ньому займала бригада. Невдовзі метод був засуджений постановою ЦК ВКП(б) від 25 серп. 1932 «Про навчальні програми і режим у початковій і середній школі» і вилучений із практики радянської школи.